# Bastion V

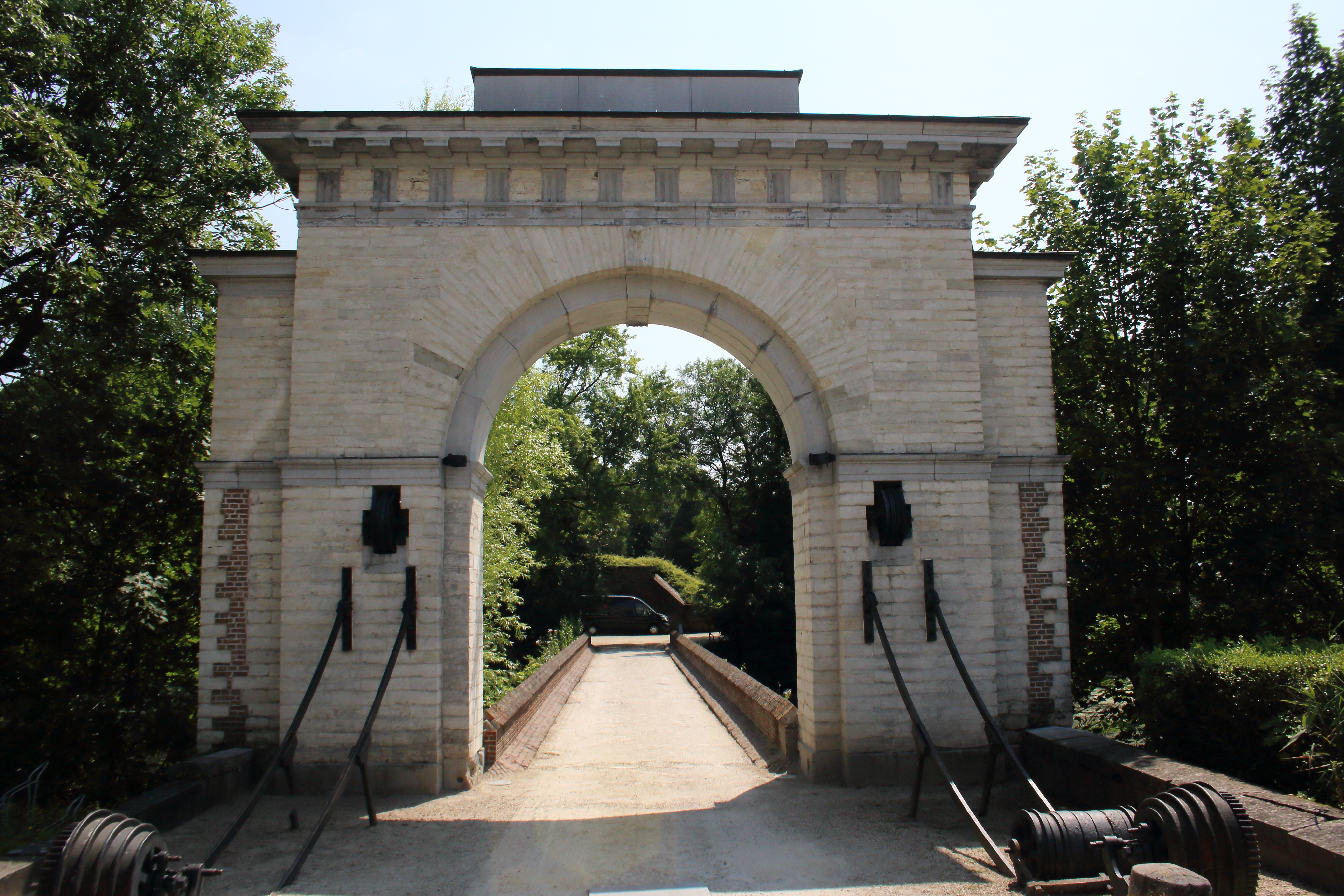
De Brusselse Poort, toegang tot het stadspark

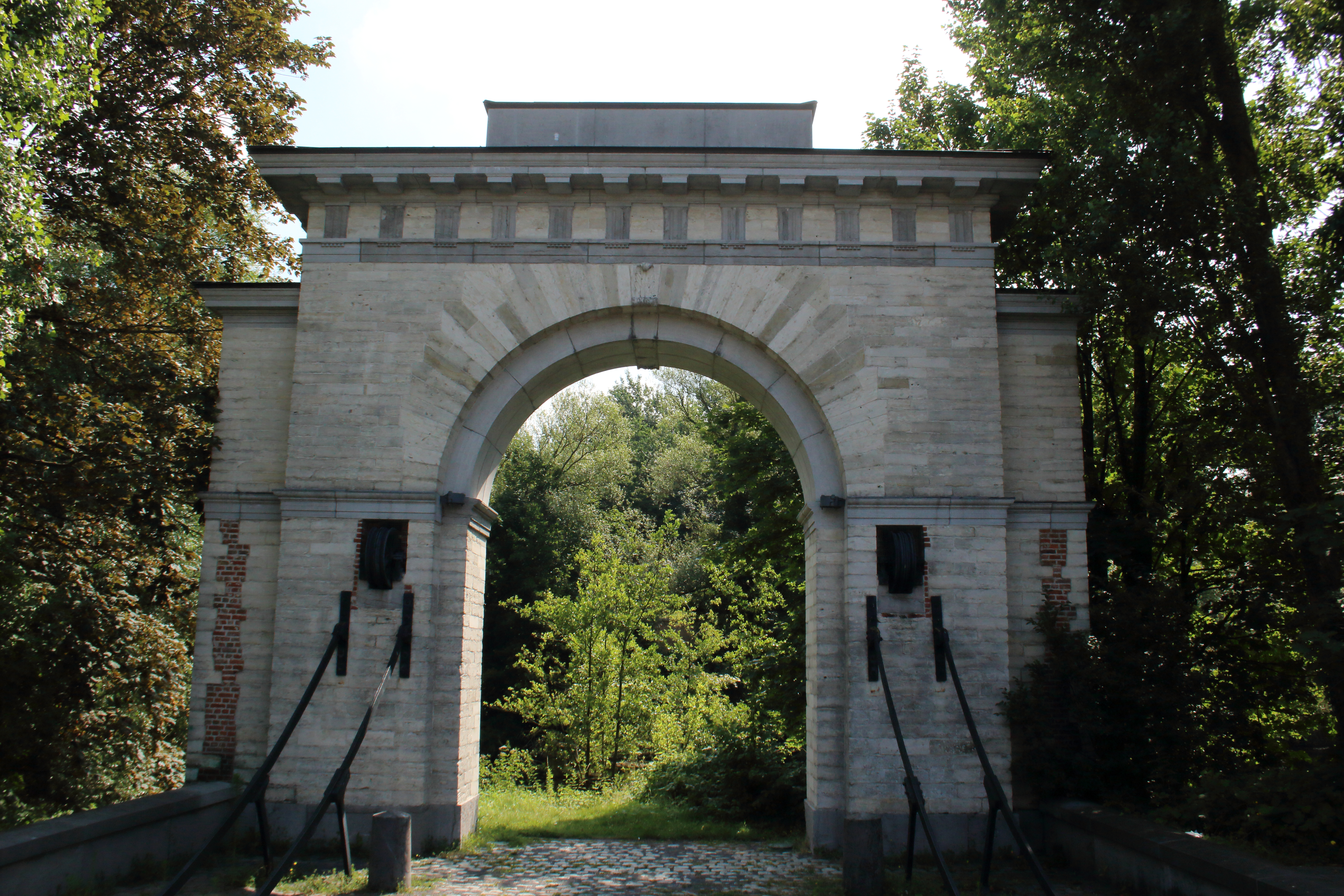
De Mechelse Poort

Bastion V in Dendermonde werd tussen 1822 en 1830 gebouwd als onderdeel van de vernieuwing van de vesting Dendermonde. De vesting Dendermonde maakte deel uit van de Wellingtonbarrière, de grensverdediging voor het toenmalige Verenigd Koninkrijk der Nederlanden tegen Frankrijk. In 2003 verkreeg het complex de status van beschermd monument.

## Geschiedenis
De Wellingtonbarrière werd gebouwd onder leiding van Engelse, maar vooral eigen Nederlandse ingenieurs. De vesting in Dendermonde werd tussen 1822 en 1830 gerealiseerd onder leiding van kapitein-ingenieur Cornelis Alewyn. Van het bastion zijn grote delen bewaard gebleven, hoewel verschillende onderdelen voor hergebruik in een andere functie aangepast of verbouwd werden. De kazemat werd bijvoorbeeld in de eerste helft van de twintigste eeuw gebruikt als slachthuis. Na verhuizing van het slachthuis naar Grembergen, begin jaren veertig, deed het dan weer dienst als gemeentelijke opslagplaats. Sinds 1962 heeft een jazzclub (Honky Tonk) een van deze ruimtes in gebruik, en in 2021 werden twee tubes ingericht tot Bastion Vijf, een muziekclub en concertzaal.

## Beschrijving
Het bastion, in de vorm van een vijfhoekige uitsprong, omvat een terreplein, een laboratorium, kazematten, bomvrije schuilplaatsen en een watertoren.

### Laboratorium
Het laboratorium, gebouwd in 1929, was oorspronkelijk een niet bomvrij, langwerpig gebouw van 34,65 meter bij 10,75 meter. Het was voorzien van een omheiningsmuur en bevond zich in het midden van het bastion. Het gebouw bestond uit twee verdiepingen onder een dubbel puntdak. Twee ruimtes die gebruikt werden voor de opslag van buskruitvaten, waren volledig afgesloten van de andere ruimtes en enkel toegankelijk via een buitendeur. De zolder was in twee ruimtes onderverdeeld.
Het gebouw werd tussen 1857 en 1879 min of meer tot een vierkant ingekort bij de bouw van de kazemat. Bij de aanleg van de Leopoldlaan werd het gebouw verder ingekort tot zijn huidige vorm en van een nieuwe voorgevel voorzien. Tegenwoordig is het een bakstenen dubbelhuis van drie traveeën onder een gecombineerde kunstleien schild- zadeldak met een ver uitstekende kunststof daklijst. Rond de centrale boogvormige voordeur bevindt zich een geprofileerde bakstenen omlijsting. Aan beide zijden van de voordeur bevinden zich rechthoekige vensters met een betonnen latei. Ten zuidwesten bevindt zich nog een deel van de omheiningsmuur.
Bij de twee inkortingen en de verbouwing tot jazzmuseum werd het oorspronkelijke interieur gewijzigd. Het oorspronkelijke houtschilderwerk, de balken en de plankenvloer op de verdieping bleven bewaard.

### Kazematten
Tussen 1857 en 1879 werden in de bestaande aarden wal kazamatten gebouwd. Het complex bestond uit zes steekboogvormige tongewelven van elk 3,50 meter hoogte, 5,50 meter breed, maar met een variabele diepte al naargelang de situering in de puntvormige wal van het bastion. Het geheel was symmetrisch opgebouwd met in het midden twee buskruitmagazijnen, geflankeerd door projectielmagazijnen. Deur- en vensteropeningen waren gericht op het terreplein.
Het massieve complex is nagenoeg intact. Alleen de voorgevel werd in de loop der jaren gewijzigd.

### Watertoren
Op het terreplein bevindt zich een in 1924 gebouwde watertoren. De in gewapend beton uitgevoerde watertoren van het paddenstoeltype met een piramidale voet en sterk uitkragend reservoir bevat een intzekuip van 500 m³. De conische schacht bevat halfronde ribben en enkele trapvensters. De kuip wordt bekroond door een omlopende balustrade. Binnenin de schacht bevindt zich een wenteltrap.